# Johann Günter Harrer
Johann Günter Harrer (* 8. April 1943 in Kempten (Allgäu); † 18. Mai 2000 in Bad Sulza) war ein deutscher Gewerkschaftssekretär. Er war als parteiloser Politiker für die PDS von 1994 bis 1999 Mitglied des Thüringer Landtags. 
Harrer absolvierte 1957–1960 eine Ausbildung zum Rohrinstallateur und 1978–1979 eine Ausbildung zum DGB-Gewerkschaftssekretär für Arbeits- und Sozialrecht. Ab März 1979 war er als Gewerkschaftssekretär in Bielefeld, Darmstadt und Jena (dort bis 31. Dezember 1994) tätig.